# Slapshock
Slapshock fue una banda musical filipina de nu metal formada en 1997 como un grupo de Rap Metal, su estilo musical antiguo era comparado con Korn y desde entonces se han mostrado un cambio de estilo acercándose al Metalcore melódico

## Comienzos y salto a la fama (1997-2007)
El grupo se formó el 14 de febrero de 1997 por varios estudiantes de UP Diliman junto con el vocalista original de Reynold Munsayac que pronto fue sustituido por el primo del guitarrista Jerry Basco, Jamir García. Fuertemente influenciada por el estilo del Rap de la costa oeste, esta banda se desempeñaba en los clubes de Manila en los noventa antes de firmar con EMI Music Filipinas (Actualmente PolyEast) para el lanzamiento de su álbum debut, 4th Degree Burn en 1999. El grupo desde entonces ha sacado seis álbumes y obtuvo un alto éxito comercial en las Filipinas particularmente gracias a su tercer álbum "Project 11-41". 
En 2001 y 2002 fueron nominados, como la mejor Banda del Año por los premios NU107 Rock y en 2003 también fueron nominados al Mejor Artista por MTV Asia. El bajista Lee Nadela también fue nombrada como el mejor bajista del año en los premios NU107 Rock de 2001. 
La banda también aparece como invitada en el álbum Live and Acoustic de Rivermaya.
En 2007 Slapshock lanza su segundo álbum compilatorio titulado "Recollection" el cual incluye todos sus grandes éxitos más un tema nuevo: "Sigsaw".

## Cariño BrutalyKinse Kalibre(2009–presente)
Slapshock lanzan en 2009 su álbum "Cariño Brutal" en 2009 y también hicieron videos para las canciones "Like Skimo" y "Cariño Brutal".
"Kinse Kalibre", el séptimo álbum de estudio de Slapshock fue lanzado en 2011 y su sencillo "Nyagon Na" alcanzó el primer puesto en el top 10 diario de MYX por tres días seguidos.
En 2014 la banda firma un contrato con el sello del famoso rapero filipino apl.de.ap's: "BMBX Entertainment".

## Miembros

### Miembros actuales
- Lee Nadela - bajo
- Lean Ansing - guitarra
- Jerry Basco - guitarra
- Evora - batería
- Jamir García - voz

### Antiguos miembros
- Reynold Munsayac - voz

## Discografía

### Álbumes en Estudio
- 4th Degree Burn (PolyEast Records "Formerly EMI", 1999) Platinum in the Philippines
- Headtrip (PolyEast Records "Formerly EMI", 2001) Platinum in the Philippines
- Project 11-41 (PolyEast Records "Formerly EMI", 2002) Platinum in the Philippines
- Novena (PolyEast Records "Formerly EMI", 2004) Gold in the Philippines
- Silence (PolyEast Records "Formerly EMI", 2006)
- Cariño Brutal (PolyEast Records, Distribution 2009)
- Kinse Kalibre (PolyEast Records, Distribution 2011)
- Night Owls (BMBX Records, Distribution 2014)

### Álbumes compilatorios y remixes
- Back to the 2 Inch (PolyEast Records "Formerly EMI", 2003)
- Recollection (PolyEast Records "Formerly EMI", Dec. 2007)

### Sencillos y videos musicales
- "Agent Orange"
- "Evil Clown"
- "Madapaka"
- "Get Away"
- "Shezzo Wicked"
- "Numb"
- "Wake Up"
- "Queen Paranoia"
- "Anino Mo"
- "We Are One"
- "Misterio"
- "Miles Away"
- "Direction"
- "Waiting"
- "Adiós"
- "Stranded"
- "Sigaw"
- "Cariño Brutal"
- "Like Eskimo"
- "Ngayon Na"
- "Langit"
- "Salamin"
- "Unshakable"
- "Night Owls"